# 槍砲彈藥刀械管制條例
《槍砲彈藥刀械管制條例》，為中華民國規範人民使用槍砲、彈藥、刀械以維護社會秩序、保障人民生命財產安全的法律。

## 歷史
《槍砲彈藥刀械管制條例》於民國72年（1983年）6月27日由時任總統蔣經國公布，其法全文 15 條。

## 外部連結
维基文库中的相關文獻：槍砲彈藥刀械管制條例